# Паво Маркович
Паво Маркович (20 квітня 1985) — хорватський ватерполіст.
Учасник Олімпійських Ігор 2008 року.
Чемпіон світу з водних видів спорту 2007 року.